# 北川裕司
北川 裕司（きたがわ ゆうじ、1953年〈昭和28年〉6月14日 - ）は、徳島県出身の元プロ野球選手。ポジションは内野手。

## 来歴・人物
海南高校では尾崎健夫、大石友好のバッテリーを擁し、甲子園には出場できなかったが強豪校として知られた。1971年（昭和46年）春季徳島大会で優勝するが、代表決定戦で徳島商（選抜代表校）に敗れ、四国大会には進めなかった。他の高校同期にセントラル・リーグ審判の谷博がいた。卒業後は大石とともに神奈川大学へ進学。神奈川五大学野球リーグでは在学中5度優勝。最優秀選手、ベストナイン1回。
1975年プロ野球ドラフト会議でロッテオリオンズから5位指名され入団。1年目の1976年から一軍に上がり、6月には遊撃手として2試合に先発出場を果たす。2年目の1977年は22試合に出場、6月には二塁手として3試合に先発。しかし1979年からは出場機会がなく、1980年限りで引退した。
引退後は、打撃投手、球団マネージャー等を経て、ロッテ皆吉台カントリー倶楽部の支配人を務めている。

## 詳細情報

### 年度別打撃成績
| 年 度     | 球 団     | 試 合 | 打 席 | 打 数 | 得 点 | 安 打 | 二 塁 打 | 三 塁 打 | 本 塁 打 | 塁 打 | 打 点 | 盗 塁 | 盗 塁 死 | 犠 打 | 犠 飛 | 四 球 | 敬 遠 | 死 球 | 三 振 | 併 殺 打 | 打 率 | 出 塁 率 | 長 打 率 | O P S |
| --------- | --------- | ----- | ----- | ----- | ----- | ----- | -------- | -------- | -------- | ----- | ----- | ----- | -------- | ----- | ----- | ----- | ----- | ----- | ----- | -------- | ----- | -------- | -------- | ----- |
| 1976      | ロッテ    | 7     | 8     | 7     | 1     | 1     | 0        | 0        | 0        | 1     | 2     | 0     | 0        | 0     | 0     | 1     | 0     | 0     | 1     | 1        | .143  | .250     | .143     | .393  |
| 1977      | ロッテ    | 22    | 15    | 13    | 2     | 3     | 1        | 0        | 0        | 4     | 0     | 0     | 0        | 2     | 0     | 0     | 0     | 0     | 2     | 0        | .231  | .231     | .308     | .539  |
| 1978      | ロッテ    | 6     | 6     | 6     | 1     | 0     | 0        | 0        | 0        | 0     | 0     | 0     | 0        | 0     | 0     | 0     | 0     | 0     | 1     | 0        | .000  | .000     | .000     | .000  |
| 通算：3年 | 通算：3年 | 35    | 29    | 26    | 4     | 4     | 1        | 0        | 0        | 5     | 2     | 0     | 0        | 2     | 0     | 1     | 0     | 0     | 4     | 1        | .154  | .185     | .192     | .377  |

### 記録
- 初出場・初先発出場：1976年6月10日、対近鉄バファローズ前期8回戦（宮城球場）、9番・遊撃手として先発出場
- 初安打・初打点：1976年9月24日、対太平洋クラブライオンズ後期13回戦（平和台球場）、7回表に野崎恒男から適時打

### 背番号
- 30 （1976年 - 1980年）
- 69 （1981年）